# Seamus O'Connor
Seamus O'Connor (født 4. oktober 1997 i San Diego, Californien) er en professionel snowboarder, der repræsenterer Irland. Han deltog ved vinter-OL 2014 i Sotji indenfor disciplinerne slopestyle og halfpipe.